# か茂免
か茂免（かもめ）は、愛知県名古屋市東区白壁にある料亭。1928年（昭和3年）に創業され、株式会社加茂免旅館（かもめりょかん）が運営を行っている。

## 概要
か茂免の敷地は、尾張徳川家中級武士の安藤十次郎邸跡（700坪、約2300 m2）を中心に構成されている。建物は、京都の紙問屋（のちの日本紙パルプ商事）であった中井巳次郎の名古屋別邸として大正時代に建築されたものである。それを第二次世界大戦前後には、東久邇宮稔彦王が歩兵第五旅団長宿舎として3年半、賀陽宮恒憲王が留守第三師団長として半年邸宅として利用したという。その際に隣地の300坪（約1000 m2）を購入して防空壕を造成し、現在の1000坪（約3300 m2）の敷地面積となった。

## 沿革
- 1928年（昭和3年） - 河豚・鶏の水炊き専門店として中区島田町に創業[2]。
- 1935年（昭和10年）- 中区園井町へ移転[2]。
- 1945年（昭和20年）- 戦災に遭い、営業停止[2]。
- 1948年（昭和23年）- 東区白壁町（現在の白壁四丁目）にて営業再開する[2]。
- 1950年（昭和25年）- 政府登録国際観光旅館の指定を受ける[3]

## 建物
- 本館・洋館 - 数寄屋造り：1919年（大正8年）築（蔵の根太に記載）[2]
- 旧館 - 数寄屋造り：1950年（昭和25年）築[2]
- 別館 - 数寄屋造り：1955年（昭和30年）築[2]
- 新館 - 数寄屋造り：1966年（昭和41年）築[2]

## 交通
- 名古屋市営地下鉄名城線名古屋城駅下車、2番出口から徒歩で約15分。
- 名古屋市営地下鉄桜通線高岳駅下車、1番出口から徒歩で約15分。
- 名古屋市営バス基幹2号系統「清水口」・「白壁」バス停下車、徒歩で約5分。